# بال ۳ هوایی تفنگداران دریایی
بال ۳ هوایی تفنگداران دریایی (انگلیسی: 3rd Marine Aircraft Wing) واحد اصلی هوانوردی ساحل غربی سپاه تفنگداران دریایی ایالات متحده آمریکا است، که ستاد مرکزی آن در پایگاه هوایی سپاه تفنگداران میرامار، در سن دیگو، ایالت کالیفرنیا قرار دارد و عنصر رزمی هوانوردی را برای نیروی اول تفنگداران دریایی اعزامی فراهم می‌کند. این واحد از یک اسکادران ستادی، چهار گروه پروازی، یک گروه فرماندهی و کنترل هوانوردی و یک گروه مهندسی هوانوردی تشکیل شده است.
وظیفه اصلی بال ۳ هوایی تفنگداران دریایی، فراهم کردن نیروهای هوانوردی اعزامی آماده به رزم که قادر به اعزام سریع نیروی ویژه هوا-زمین تفنگداران دریایی، ناوگان و فرماندهان به سراسر جهان است.